# میر زین‌العابدین ارسنجانی
میر زین‌العابدین ارسنجانی (١٢٩۴-١٣٨۶) سیاست‌مدار ایرانی بود، که در  دوره بیست و یکم  بعنوان نماینده کرج در مجلس شورای ملی حضور داشت.